# You Are the Music...We're Just the Band
You Are The Music, We're Just The Band – trzeci studyjny album rockowego zespołu Trapeze, wydany w roku 1972.

## Lista utworów
| 1. | "Keepin' Time" (Galley)                           | 3:41  |
|    |                                                   |       |
| 2. | "Coast To Coast" (Hughes)                         | 3:56  |
|    |                                                   |       |
| 3. | "What Is A Woman's Role" (Hughes)                 | 5:39  |
|    |                                                   |       |
| 4. | "Way Back To The Bone" (Hughes)                   | 5:24  |
|    |                                                   |       |
| 5. | "Feelin' So Much Better Now" (Hughes)             | 3:36  |
|    |                                                   |       |
| 6. | "Will Our Love End" (Hughes)                      | 5:03  |
|    |                                                   |       |
| 7. | "Loser" (Galley)                                  | 4:37  |
|    |                                                   |       |
| 8. | "You Are The Music, We're Just The Band" (Galley) | 5:13  |
|    |                                                   |       |
|    |                                                   | 37:09 |
|    |                                                   |       |

## Wykonawcy
- Dave Holland – perkusja
- Glenn Hughes – gitara basowa, fortepian, śpiew
- Mel Galley – gitara, śpiew